# مارتينسبورغ (نيويورك)
مارتينسبورغ (بالإنجليزية: Martinsburg, New York)‏ هي بلدة أمريكية تقع في الولايات المتحدة في مقاطعة لويس، نيويورك. يقدر عدد سكانها بـ 1,433 نسمة ومساحتها 197.1 كم2 وترتفع عن سطح البحر 566 متر.

## أعلام
- فرانكلين بي. هوف
- تيموثي جنكينز
- مورغان لويس مارتن
- ويليام هنري بوش